# Manhay
Manhay (wa. Manhé) – miejscowość i gmina (commune) w południowo-wschodniej Belgii, w Regionie Walońskim, w prowincji Luksemburg, w okręgu Marche-en-Famenne. 1 stycznia 2024 roku liczyła 3715 mieszkańców.  

## Podział administracyjny
W skład gminy wchodzi sześć dzielnic (section):
- Dochamps
- Grandménil (Grootmenil)
- Harre
- Malempré
- Odeigne
- Vaux-Chavanne